# 第14独立戦車旅団 (ウクライナ陸軍)
第14独立戦車旅団（だい14どくりつせんしゃりょだん、ウクライナ語: 14-та окрема танкова бригада）は、ウクライナ陸軍の予備機甲部隊。

## 歴史

### 編成
旅団は2015年に編成された。2015年12月28日に旅団は即応訓練を実施し、任務の準備を整えた。
デビッド・アックスはフォーブスに寄稿し、2022年8月には旅団が活動を停止していたと示唆した。また、ヴォロディミル・ゼレンスキー大統領も200日戦争を祝う演説で旅団について言及しなかった。

## ギャラリー

2015年の軍事演習
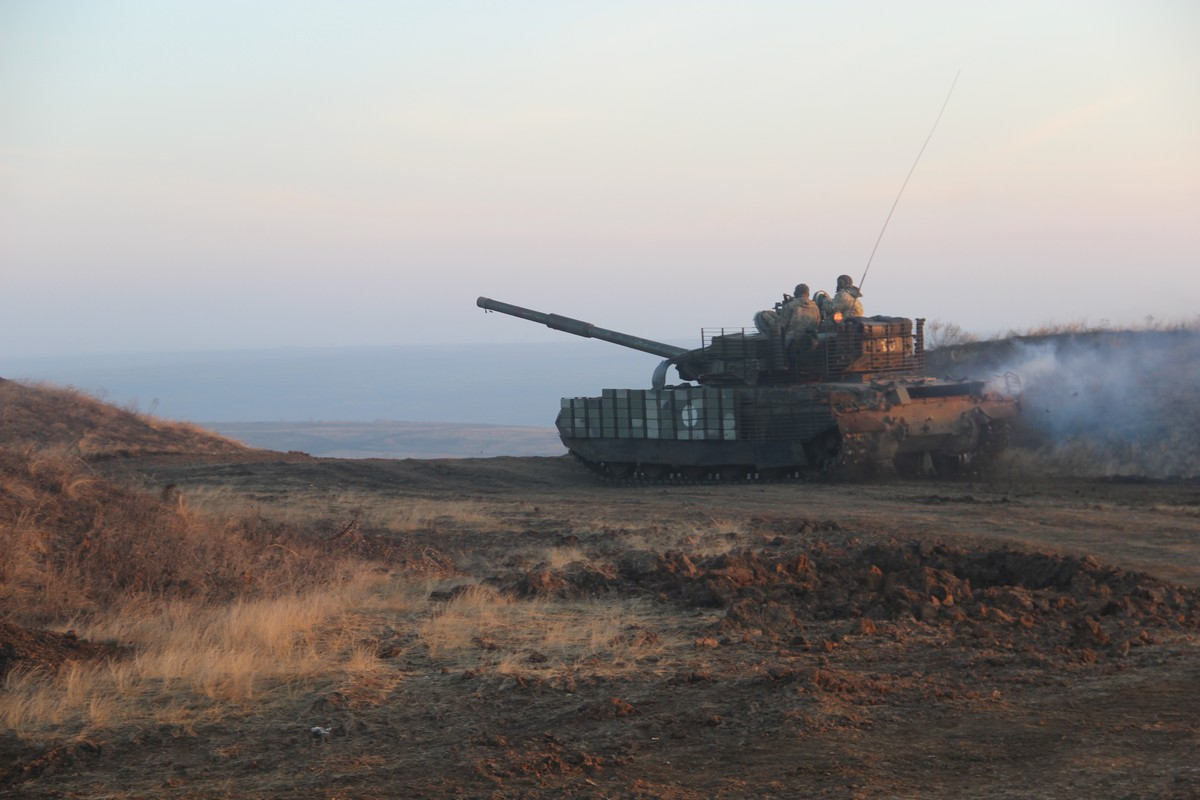
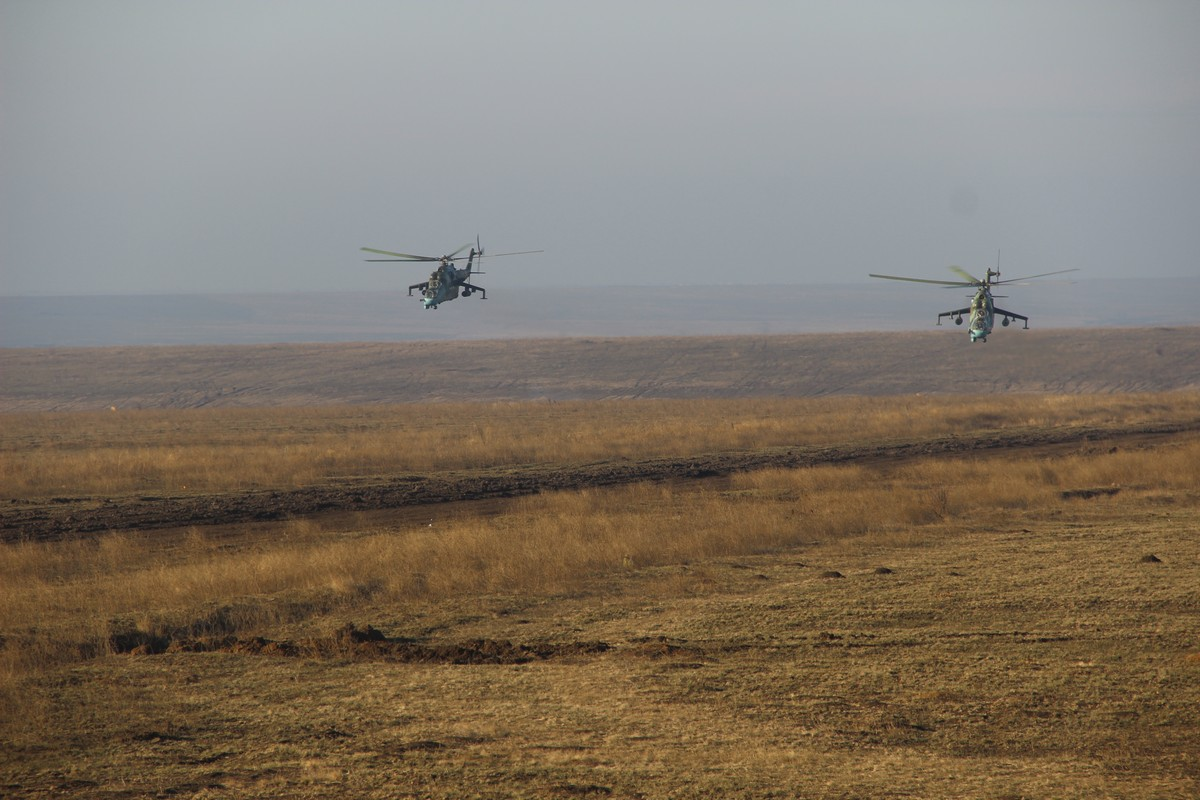
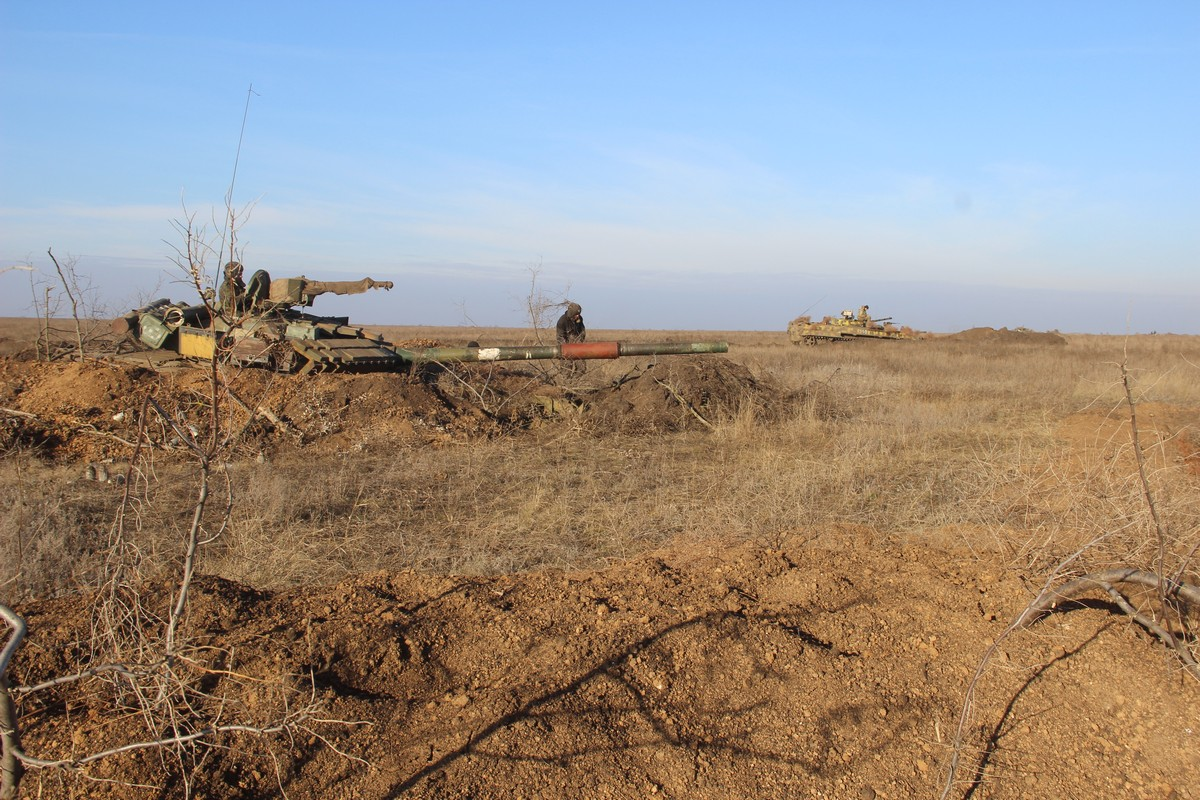
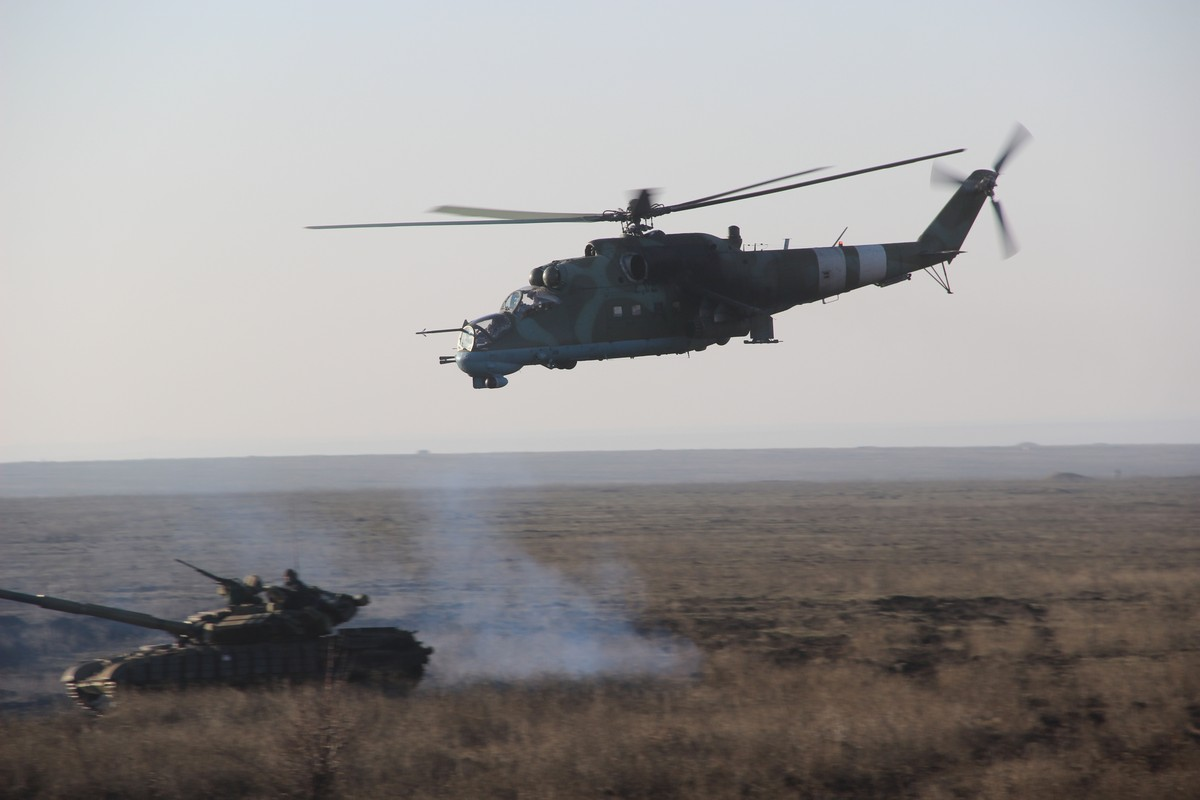